# Johann Heinrich Löffler (Kupferstecher)

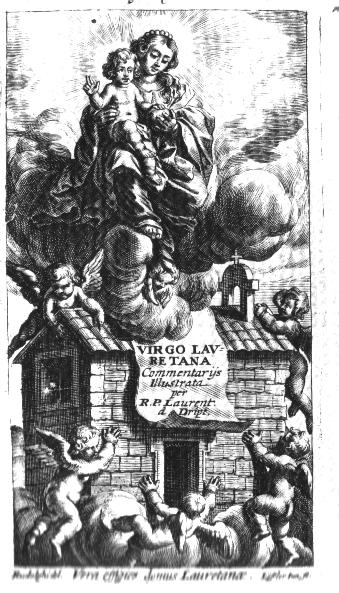
Titelblatt zum Werk Virgo Lauretana Commentarijs Illustrata per Reverendissimum Patrem Laurentius a Dript. Nach einer Zeichnung von Johann Georg Rudolphi in Kupfer gestochen von Johann Heinrich Löffler.

Johann Heinrich Löffler (* um 1615 in Treysa, Hessen-Nassau; † nach 1683 wahrscheinlich in Köln) war ein deutscher Kupferstecher.

## Herkunft und Familie
Johann Heinrich Löffler wurde etwa 1615 in Treysa in Hessen geboren. Am 23. Januar 1644 heiratete er in der Pfarrei St. Paul, Köln, Anna Maria Badenhewers. Aus der Ehe gingen nachweisbar 10 Kinder hervor.

## Künstlerisches Wirken
Wie sein älterer Bruder Johann Eckhard Löffler erlernte er das Handwerk des Kupferstechers. Johann Heinrich signierte deshalb seine Werke mit „Löffler junior“. In der Qualität seiner Arbeiten übertraf er seinen Bruder allerdings. Aus der Zeit von 1640 bis 1683 ist ein zahlenmäßig umfangreiches Œuvre nachweisbar. Darunter befinden sich folgende Werke:
- Allegorie auf die Regierung des kölnischen Bürgermeisters Johann Andreas von Mülheim. 1653. Nach Johann Toussyn.
- Huldigung der Stadt Köln beim Regierungsantritt Kaiser Leopolds I. 1660. Nach demselben.
- Allegorie auf die Regierung der beiden Bürgermeister Franz von Brassart und Johann Wilhelm von Siegen. 1663. Nach demselben.
- Fünf Blätter allegorische Vorstellungen. Nach Johann Georg Rudolphi.
- Bildnis der Fürstin Anna Katharina Konstantia, Pfalzgräfin bei Rhein, geborene Prinzessin von Polen. Das Bildnis gehört zu Löfflers besten Arbeiten.